# 光纓蟲屬
羽毛管蟲屬（學名：Sabellastarte）是多毛綱纓鰓蟲目纓鰓蟲科之下的一個屬。

## 物種
綜合WoRMS在2010年列出的七個物種及來自其他文獻的內容，以下詳列本屬各物種：
- 澳洲光纓蟲 Sabellastarte australiensis (Haswell, 1884)
- Sabellastarte assimilis (McIntosh, 1885)
- Sabellastarte fallax (Quatrefages, 1866)
- 印度光纓蟲 Sabellastarte indica (Savigny, 1822)）：WoRMS引用2003年文獻，認為本物種跟旋鰓管蟲只是同種異名；但TaiBIF引謝蕙蓮的紀錄，指本物種在形態上有分別，「有約8公分大型觸手羽冠，呈馬蹄形，上面常有紅色到咖啡色，或有灰白及藍子色斑紋」[2]，較旋鰓管蟲為鮮艷。
- 日本光纓蟲 Sabellastarte japonica (Marenzeller, 1885)：WoRMS認為本物種是Branchiomma cingulata (Grube, 1870)的同種異名。
- Sabellastarte longa (Kinberg, 1866)
- 大羽毛管虫 Sabellastarte magnifica (Shaw, 1800)
- 胸斑光纓蟲 Sabellastarte pectoralis (Quatrefages, 1866)
- Sabellastarte sanctijosephi (Gravier, 1906)
- 旋鰓管蟲 Sabellastarte spectabilis (Grube, 1878)：又名華麗光纓蟲或粗壯光纓蟲，棲管皮革質，鰓冠大，伸展可達10公分，大多為黃褐色或黃棕色[3]。
- Sabellastarte zebuensis (McIntosh, 1885)

## 外部連結
- . TaiBIF（台灣生物多樣性資訊入口網）.   [2016-03-20]. （原始内容存档于2016-04-14） （中文（繁體））.